# Cattedrali in Mali

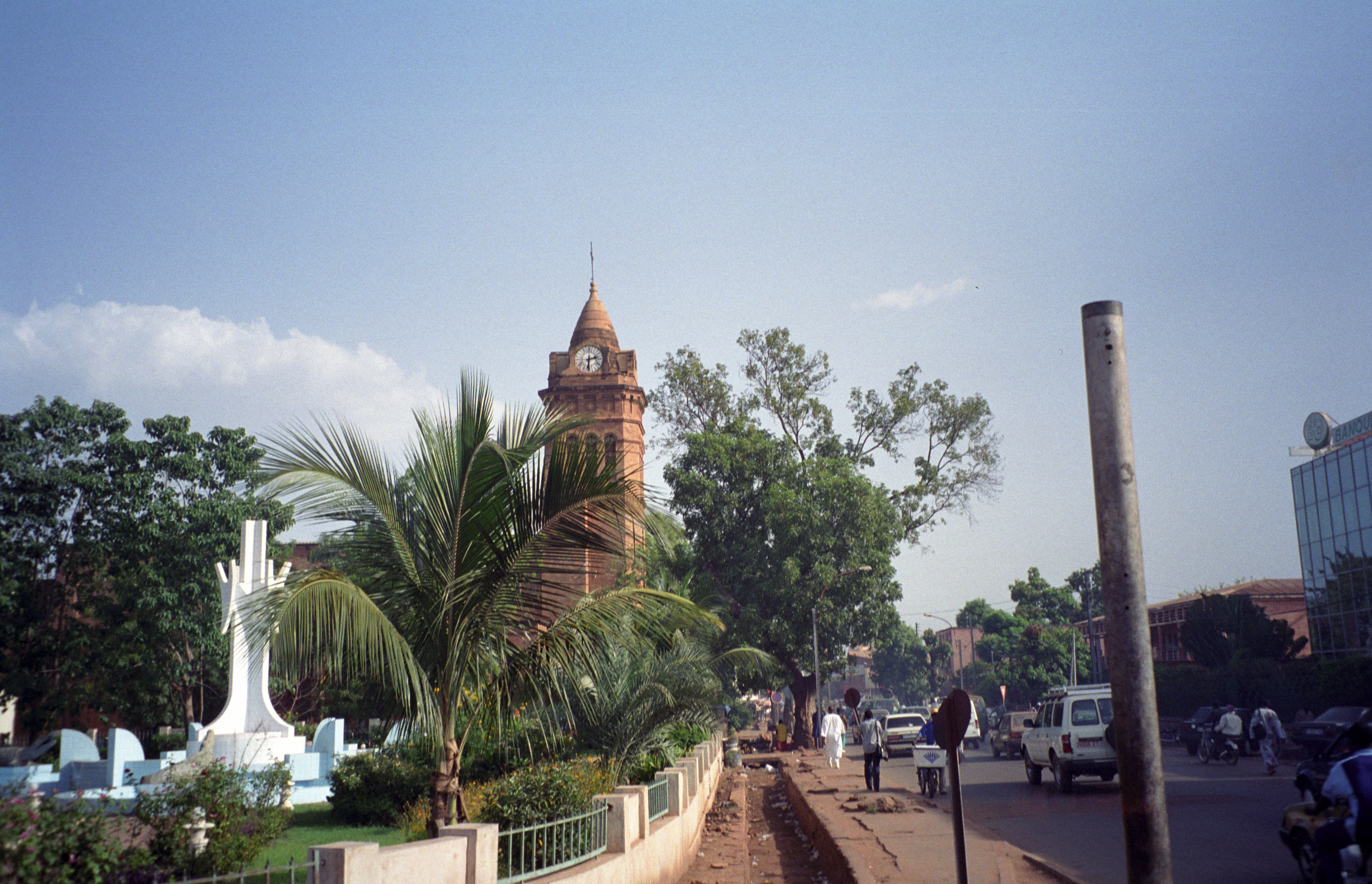
Cattedrale del Sacro Cuore di Gesù (Bamako

Questa è una lista delle cattedrali in Mali.

## Cattedrali cattoliche
| Cattedrale                              | Arcidiocesi o Diocesi | Località |
| --------------------------------------- | --------------------- | -------- |
| Cattedrale del Sacro Cuore di Gesù      | Arcidiocesi di Bamako | Bamako   |
| Cattedrale dell'Immacolata Concezione   | Diocesi di Kayes      | Kayes    |
| Cattedrale di San Giuseppe              | Diocesi di Mopti      | Mopti    |
| Cattedrale di Nostra Signora di Lourdes | Diocesi di San        | San      |
| Cattedrale di Nostra Signora di Lourdes | Diocesi di Sikasso    | Sikasso  |
| Cattedrale dell'Immacolata Concezione   | Diocesi di Ségou      | Ségou    |